# 青木誠四郎

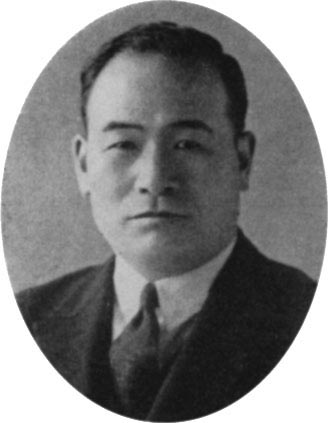
青木誠四郎

青木 誠四郎（あおき　せいしろう、1894年3月15日 - 1956年12月9日）は、日本の児童・教育心理学者。東京家政大学教授を経て、同学長。勲三等瑞宝章受章。

## 来歴
長野県東筑摩郡松本町（現松本市）に、旧松本藩士青木房順の四男として生まれる。1907年旧制松本中学（現長野県松本深志高等学校）に入学するも翌年中退し、1914年長野師範学校を卒業。1919年東京帝国大学文学部修了（選科生）。
1946年文部省図書監修官として戦後の新しい学習指導要領の編集に参加、1947年同省教材研究課長となる。1949年東京家政大学教授、同学長。1956年死去、享年62。勲三等瑞宝章叙勲。

## 著書
- 『低能児及劣等児の心理と其教育』（中文館書店） 1922
- 『教育的児童心理学』（古今書院） 1922
- 『女子教育学』（久保良英共著、冨山房） 1924
- 『児童心理学序説』（中文館書店） 1924
- 『小さい教育心理学』（広文堂） 1925
- 『青年期の心理 附・青少年と活動写真』（古今書院） 1927
- 『学業成績の研究』（先進社） 1929
- 『教育心理学概説』（広文堂） 1929
- 『子供の生活の見方』（日本両親再教育協会、子供研究叢書 第2巻） 1930
- 『個性調査の原理と方法』（賢文館） 1932
- 『算術学習の知能的限界に就て』（モナス） 1932
- 『子供の教育相談』（東治書院） 1934
- 『子供の問題に答へる』（成美堂書店） 1934
- 『新生児より青年期へ』（子供の教養社） 1934
- 『劣等生の算術教育』（岩下吉衛共著、モナス） 1934
- 『青年心理』（叢文閣、児童教育講座 第4） 1935
- 『児童心理学』（賢文館） 1936
- 『現代実業修身教授資料』（佐藤寛次共著、西ケ原刊行会） 1936
- 『青年心理学』（賢文館） 1938
- 『学校職業指導』（賢文館） 1939
- 『子供を見る眼』（第一出版社） 1939
- 『戦時下の家庭教育』（社会教育会） 1942
- 『家庭に於ける子供の鍛練』（主婦之友社） 1942
- 『国民学校と児童の学習』（厚徳書院、母性読本） 1942
- 『精神薄弱児及中間児童 その心理と教育』（壮文社） 1948
- 『学習指導の基本問題』（有朋堂） 1948
- 『教育心理学序説』（壮文社） 1949
- 『新しい教育と家庭の教育』（有朋堂） 1950
- 『学習心理学』（朝倉書店） 1950
- 『学習指導法』（朝倉書店） 1951
- 『教育心理』（明治図書出版） 1953
- 『道徳性の発達と教育』（朝倉書店） 1953

## 翻訳
- 『青年の生活』（デイー・エイ・ソーム、島崎千富美共訳、第一出版社） 1939
- 『函数的思考の心理』（H・R・ヘンリー、モナス） 1940
- 『成長時代』（A・H・ボーレイ、染木信子共訳、大阪教育図書） 1950

## 論文
- 「児童の人物画についての発生的観察」（『児童研究所紀要』 第4巻） 1920
- 「学齢児童の身心査定について」（『教育論叢』 第3巻 1号） 1920
- 「就学児童の身心発達に関する研究」（『児童研究所紀要』 第5巻） 1921
- 「精神薄弱児童及成績不良児童と学校衛生」（『教育論叢』 第5巻 3号） 1921
- 「児童の人物画についての発生的観察」（『児童研究所紀要』 第6巻） 1922
- 「生活諸条件と知能並に学業成績との関係」（『児童研究所紀要』 第7巻） 1923
- 「個性心理学と個性教育」（『教育学術界』 第49巻 5号） 1924
- 「入学者選抜方法に就ての私見」（『心理研究』 第25巻 (通巻 146号）） 1924
- 「発生的姿態としての個性」（『日本心理学雑誌』 第3巻） 1925
- 「本能の情緒性についての考察」（『教育心理学』 第1巻 9号） 1926
- 「発達心理学の教育への寄与」（『教育学術界』 第53巻 3号） 1926
- 「学科に対する態度と学業成績との関係」（『児童研究所紀要』 第11巻） 1928
- 「犯罪少年の知識傾向」（『心理学研究』 第4巻 2輯） 1929
- 「児童社会生活の一側面についての観察」（共著、『児童研究所紀要』 第13巻） 1930
- 「学習の実験的研究第一報 (1)(2)」（『心理学研究』 第6巻 2輯・6輯） 1931
- 「青年の精神」（岩波書店、『岩波講座教育科学・第8冊』） 1932
- 「学習の過程」（岩波書店、『岩波講座教育科学・第15冊』） 1932
- 「低能児及び低能児教育」 （岩波書店、『岩波講座教育科学・第20冊』） 1933
- 「児童の悪 - 児童の道徳性に関する一研究 -」（共著、『児童研究所紀要』 第15巻） 1933
- 「学習の実験的研究第二報」（『心理学研究』 第9巻 2輯） 1934
- 「実習指導に就いての心理的考察」（農業教育研究会、『農業教育パンフレット』） 1934
- 「児童運針成績の測定」（『教育心理研究』 第13巻 3号） 1938
- 「女子青年の涕泣について」（二宮綾子と共著、『教育心理学研究』 第13巻） 1938
- 「青年期の犯罪」（『教育心理研究』 第13巻 9号） 1938
- 「精神薄弱児の学習限界について」（『心理学研究』 第14巻 特輯号） 1939
- 「指導者の研究 第一報 児童校外生活指導について」（『日本青少年教育研究所報告』 第1輯） 1942
- 「青年指導 - 青年団に於ける青年指導」（河出書房、『現代心理学 11. 教育心理学 II』） 1942
- 「知能による学習成立の限界について」（岩波書店、『松本博士喜寿記念 心理学新研究』） 1943
- 「児童調査と社会科の指導」 『社会科教育』（ (1947年 12月号)
- 「現代の教育と個人差」（『児童心理』 第3巻 3号） 1949